# Joel Bengtsson
Joel Bengtsson (* 6. Mai 1999 in Landskrona) ist ein schwedischer Hürdenläufer, der sich auf die 110-Meter-Distanz spezialisiert hat.

## Sportliche Laufbahn und Leben
Erste internationale Erfahrungen sammelte Joel Bengtsson im Jahr 2016, als er bei den erstmals ausgetragenen Jugendeuropameisterschaften in Tiflis in 14,03 s den siebten Platz über 110 m Hürden belegte und mit der schwedischen Sprintstaffel (1000 Meter) mit 1:56,29 min ebenfalls auf Rang sieben gelangte. 2019 schied er bei den U23-Europameisterschaften in Gävle mit 14,40 s im Halbfinale über 110 m Hürden aus und verpasste mit der 4-mal-100-Meter-Staffel mit 40,39 s den Finaleinzug. Im selben Jahr begann er ein Studium an der University of Texas at Arlington in den Vereinigten Staaten. 2021 schied er bei den U23-Europameisterschaften in Tallinn mit 13,98 s im Halbfinale über 110 m Hürden aus und im Jahr darauf schied er auch bei den Europameisterschaften in München mit 13,67 s im Semifinale aus. 2023 schied sie bei den Weltmeisterschaften in Budapest mit 13,68 s in der ersten Runde aus.
2022 wurde Bengtsson schwedischer Meister im 110-Meter-Hürdenlauf und 2023 wurde er Hallenmeister über 60 m Hürden. Zudem siegte er 2023 in der 4-mal-100- und 4-mal-400-Meter-Staffel im Freien.

## Persönliche Bestleistungen
- 110 m Hürden: 13,54 s (+1,2 m/s), 25. März 2022 in Austin
  - 60 m Hürden (Halle): 7,70 s, 27. Januar 2023 in Lubbock